# Psihologija zdravja
Psihologíja zdrávja ali zdrávstvena psihologíja je psihološka znanstvena disciplina, ki se ukvarja s pacienti, ki ne trpijo prvenstveno zaradi duševnih motenj, ampak zaradi ostalih težav z zdravjem.
Zdravstveni psihologi se raziskovalno in praktično posvečajo pacientovimi normalnimi strahovi glede medicinskega zdravljenja različnih zdravstvenih težav, z uporabo psihonevroimunoloških spoznanj pri preventivi in kurativi, s pacientovim razumevanjem zdravstvenih informacij, z odnosi med zdravnikom in pacientom, prav tako pa so udeleženi v pripravi javnih kampanj za opuščanje nezdravih navad, ter raziskovanju kvalitete življenja.